# Type O Negative
Type O Negative је био готик метал бенд из Бруклина, Њујорк. Предвођени певачем и басистом Питером Стилом, своје име су изградили почетком деведесетих година прошлог века култним албумом Bloody Kisses, на ком су се налазили велики андерграунд хитови Black No.1 и Christian Woman. Док је њихова музика представљала амалгам хардкор ритмова, тешких рифова класичних рок бендова као што су Black Sabbath и Led Zeppelin и атмосферичности The Doors и The Beatles, теме у текстовима су се углавном бавиле мотивима љубави, смрти, клиничке депресије, прожете црним хумором, углавном на рачун чланова бенда, који су у том стилу себе назвали „The Drab Four“ („Монотона четворка“), по узору на The Beatles, који су били познати као „The Fab Four” („Сјајна четворка“).
14. априла 2010. године, Питер Стил је претрпео срчани удар од чијих је последица умро. Преостали чланови бенда су одлучили да распусте Type O Negative, који је до тог тренутка издао шест студијских албума, по једну званичну и неауторизовану компилацију „најбољих“ песама, један албум „уживо“ и један DVD.

## Историја

### Формирање (1980-те - 1991)
Type O Negative је настао после распада бендова Carnivore, када је Питер Стил одлучио да формира нови бенд, који се звао Repulsion, затим New Minority, па Subzero. Због ауторских права, нови бенд, у коме су чланови били гитариста Кени Хики, бубњар Сал Абрускато и клавијатуриста Џош Силвер (са којим је Стил сарађивао у бенду Fallout), је морао променити име. То су урадили, како су сами чланови бенда изјавили, тако што су отворили телефонски именик и у њему нашли оглас у ком се тражи давалац врло ретке нулте негативне крвне групе (type O negative). То име им се одмах допало, делом и зато што се уклапало у имиџ и лого претходног имена бенда. Убрзо су почели са радом на свом првом албуму и потписали уговор са издавачком кућом Roadrunner Records.

### Slow, Deep and Hard и Origin of the Feces (1991-1992)
Први албум, назван Slow, Deep and Hard, је карактерисао снажан хардкор звук (како је Стил изјавио, тај албум није био прави Type O Negative албум просто зато што је већина рифова на њему заправо била намењена будућим Carnivore албумима до којих на крају није дошло), развучена, мрачна подлога, црквени хорови (који ће се појављивати и на будућим албумима) и индустријал тонови, употпуњени Стиловим текстовима о превари (Unsuccessfully Coping With the Natural Beauty of Infidelity, Xero Tolerance и Prelude To Agony) и покушајима самоубиства (Gravitational Constant: G = 6.67 x 10^-8 cm^-3 gm^-1 sec^-2), као и критиком становника Сједињених Америчких Држава који су радије живели од социјалне помоћи него од сопственог рада (Der Untermensch). Ово је изазвало велику контроверзу, поготово у Европи где су проглашени нацистима од стране левичарских организација које се нису потрудиле да сазнају нешто више о самом бенду, њиховим текстовима и члановима (Стилов деда се борио против сила Осовине у Другом светском рату, док је Силвер био Јевреј).
Међутим, ово им је донело велику популарност, па је Roadrunner Records oдлучио да финансира живи албум како би згрнули више новца и подигли профил бенда. Промишљено или не, чланови бенда су тај новац потрошили на лична задовољства као што су алкохол и аутомобили, па су тај албум снимили у студију, уз помоћ публике коју су чинили чланови њихових породица и пријатељи, на згражавање издавачке куће. Резултат је био Origin of the Feces, симболичан албум препун црног хумора, који је описивао стварне ситуације кроз које је бенд прошао на својој турнеји кроз Европу.

### Bloody Kisses и October Rust (1993-1998)
1993. године, бенд издаје Bloody Kisses, који изузетно брзо доживљава огромну популарност и платинасти статус у САД, највише захваљујући песмама Black No.1 и Christian Woman. Хардкор утицај више није био толико јак – уместо тога, бенд је инспирацију црпео из рока `60-их година прошлог века, а клавијатуре су добиле још више простора него на првом албуму. Бенд креће на двогодишњу турнеју, после које их Абускато напушта да би се придружио новом њујоршком бенду Life of Agony. На његово место долази Џони Кели, који је до тада био Абрускатов техничар за опрему.
Убрзо, 1996. године, Тype O Negative издаје свој нови албум, October Rust. Албум је представљао природну и зрелу еволуцију звука са Bloody Kisses, где атмосфера доминира над агресивношћу и осећа се изузетан утицај мелодичности и атмосферичности њихових фаворита The Beatles и The Doors. Песме као што су Love You to Death, In Praise of Bacchus и My Girlfriend’s Girlfriend постају нови хитови у каталогу бенда, а Тype O Negative цементира свој статус једног од најбољих нових бендова и услеђује нова светска турнеја.

### World Coming Down и The Least Worst of Type O Negative (1999–2001)
По завршетку светске турнеје, бенд отпочиње снимање новог албума, за који ће се испоставити да узима другачију музичку форму од оне на претходна два албума. Зависност од алкохола и дроге и клиничка депресија, као последица преране смрти неколико чланова породице Питера Стила, на њега оставља дубок траг и резултат је био World Coming Down, који је изашао 1999. године, далеко најнегативнији, најтежи и најмрачнији албум овог бенда, који је ипак одушевио критику и фанове својим квалитетом. Песме са овог албума су углавном свиране само на турнеји која му је следила јер Стил, како је сам изјавио, није могао да издржи тај албум јер је везан за најболнији период његовог живота.
Двадесети век се за Type O Negative завршава компилацијом најбољих песама, иронично названом The Least Worst of Type O Negative, на којој се налазе и неке необјављене песме, као и обрада песме Black Sabbath, истоименог бенда.

### Life Is Killing Me и Dead Again (2002–2009)
Четири године после издавања World Coming Down албума, Тype O Negative издаје свој пети студијски албум, Life Is Killing Me, који представља мешавину претходних издања овог бенда. Албум је био добро прихваћен, а као омиљена песма фанова се издвојила Anesthesia. Занимљиво је да је већина фанова била престрашена чињеницом да се последња песма на албуму зове The Dream is Dead (иначе оригинално име овог албума), што је покренуло гласине о томе да бенд престаје са радом. Сам бенд је те гласине зачинио лажном читуљом за Стила на званичној веб страници, али су касније потврдили да се ради о класичној интерној шали у стилу бенда и да почињу са радом на новом албуму.
Нови албум, Dead Again, за који ће се испоставити и да је последњи овог бенда, излази 2007. године. У питању је било њихово најдуже, најпозитивније и најзрелије остварење – скоро 78 минута музике инспирисане класичним роком и тематиком која се дотицала хришћанске религије, љубави, односа према породици и сећања на преминуле рок звезде. Бенд је био потпуно рехабилитован и наставио је узлазном путањом, правећи нову светску турнеју и учествујући на бројним великим фестивалима као што су Rock Am Ring и Wacken Open Air.

### Смрт Питера Стила и престанак постојања Type O Negative-a
14. априла 2010. године, Питер Стил умире од последица срчаног удара. Следећег дана, бенд је објавио следеће званично саопштење:
„Са великом тугом вас обавештавамо да је фронтмен и басиста Type O Negative-a, а наш друг, Питер Стил, преминуо прошле вечери од, по свему судећи, срчаног удара. Иронично, Питер је већ дуго био трезан и побољшаног здравља и требало је да ускоро отпочне са писањем и снимањем новог материјала за следбеника Dead Again албума, објављеног 2007. године.
Званични узрок смрти биће утврђен резултатима аутопсије. Сахрана ће бити приватна, а датуми помена ће бити накнадно објављени. Желимо да поделимо своје мисли, као и мисли Питерове породице. Искрено смо погођени губитком нашег пријатеља и захвални на подршци коју смо добили са свих крајева света.
Са искреношћу,
Џош, Кени и Џони.“
У интервјуу са Rock Hard магазином 2010. године, Џони Кели и Кени Хики су потврдили да Type O Negative неће наставити са радом после Стилове смрти.

## Чланови
| Последња постава - Питер Стил – главни вокал, бас гитара (1989–2010) - Кени Хики – помоћни вокал, електрична и акустична гитара (1989–2010) - Џош Силвер – помоћни вокал, клавијатуре (1989–2010) - Џони Кели – бубњеви (1994–2010) | Бивши чланови - Сал Абрускато - бубњеви (1989–1994) |

## Дискографија
- Slow, Deep and Hard (1991)
- The Origin of the Feces (1992)
- Bloody Kisses (1993)
- October Rust (1996)
- World Coming Down (1999)
- Life Is Killing Me (2003)
- Dead Again (2007)